# Жижко Сергій Андрійович
Сергій Андрійович Жижко́ (24 червня 1954, селище імені Марини Раскової Тенькінського р-ну Магаданської області, Росія — 6 квітня 2022) — український політик, член-засновник КУН (червень 1992).

## Освіта
Закінчив історичний факультет Львівський державний університет ім. І. Франка (1975).

## Кар'єра
- 09.1975-06.1976 — вчитель історії, заступник директора Долинянської 8-річної школи.
- 09.1976-11.1977 — вчитель історії Родатицької СШ Городоцького р-ну Львівської обл.
- 12.1976-06.1986 — працівник Львівського музею історії релігії.
- 06.1986-1987 — стропальник Лісосибірського лісопереробного комбінату № 2 Красноярського краю.
- 1987—1988 — промивальник-гідромоніторник дільниці «Крутой» (роздільне добування золота) Артемівської шахти м. Бодайбо Іркутської обл.

## Політична діяльність
- 1987—1988 — учасник Львівського політичного дискусійного клубу.
- 1988—1989 — член проводу Львівської обласної організації «Меморіалу».
- 03.1990 — член УГС.
- 05.1990 р. — член УРП.
- З 09.1991 р. — політреферент УНА.
- З 06.1992 р. — член оргкомітету Установчого збору Конгресу українських націоналістів.
- З 10.1992 р. — голова секретаріату і з 09.1994 р. по 1998 р. — заступник голови КУН.
- У березні 1994 р. — кандидат у народні депутати України Дрогобицького виборчого округу № 274 Львівської обл., висунутий КУН.
- У березні 1998 р. — кандидат у народні депутати України Тернопільської області від виборчого блоку «Національний фронт». На час виборів: заступник голови КУН.
- У квітні 2000 р. — кандидат у народні депутати України Тернопільської області. На час виборів: член президії Головного проводу КУН.
- У квітні 2002 р. — кандидат у народні депутати України від блоку В.Ющенка «Наша Україна». На час виборів: член Президії КУН.
- Народний депутат України (16 березня 2005 — 25 травня 2006), обраний по багатомандатному загальнодержавному округу Виборчий блок політичних партій "Блок Віктора Ющенка «Наша Україна». Порядковий номер у списку 79. Член депутатської фракції політичної партії «Народний Союз Наша Україна». Член Комітету Верховної Ради України з питань національної безпеки і оборони. Заступник члена Постійної делегації в міжпарламентській організації «Постійна делегація у Парламентській асамблеї Ради Європи»[2]. вніс до Верховної Ради 14 законопроєктів та пропозиції до восьми законопроєктів[3].
- У липні 2005 року перейшов з КУН до політичної партії «Народний Союз Наша Україна». [4]
- 10 січня 2007 року під керівництвом Жижка була зареєстрована нова УРП (код ЄДРПОУ 34819925), почесним головою якої був Левко Лукяненко.
- 4 вересня 2019 року, через хворобу, Жижко перестав очолювати УРП, новим головою став Джердж Сергій Федорович.

## Творчість
- Жижко С. Націоналістична справа. — К.: КУН, 1994, також — Дрогобич: б. в., 1994.
- Жижко С. Перетворення. — К.: Просвіта, 2011. — 440 с. ISBN 978-966-2133-67-7